# Pjetër Poga
Pjetër Poga (Erind, 1850 – Erind, 1944) albán politikus, jogász, 1925-ben és 1927-ben igazságügy-miniszterként Albánia kormányfője.
Nevének alternatív írásváltozata: Petro Poga.

## Életútja
Középiskolai tanulmányait a görög tannyelvű janinai Zoszimaja gimnáziumban végezte, később jogot tanult Konstantinápolyban és Athénban. Diplomája megszerzését követően az Oszmán Birodalom fővárosában telepedett le. Ügyvédi munkája mellett 1883. január 14-én megalapította, majd szerkesztette az albán nyelvű Drita (’Világosság’) című, havonta megjelenő folyóiratot, illetve ennek utódlapját Dituria (’Tudás’) címen.
1906-ban hazatért Albániába, Gjirokastrában telepedett le és ügyvédi praxist nyitott. Gjirokastra küldötteként részt vett az Albánia függetlenségét kikiáltó 1912. november 28-ai vlorai nemzetgyűlésen, s az Ismail Qemali vezette ideiglenes albán kormány igazságügy-minisztere volt 1912. november 29. és 1914. január 15. között. 1913–1914-ben az albán legfelsőbb bíróság elnöki tisztét töltötte be. Az 1918. december 25. és 1920. február 20. között működő Përmeti-kormányban ismét az igazságügy-minisztérium munkáját irányította.
1923-tól 1939-ig kisebb szünetekkel mindvégig tagja volt a törvényhozásnak, 1924. január 1-jén az albán nemzetgyűlés elnökévé választották. 1925. február 1-jével a frissében köztársasággá kikiáltott Albánia első kormányának vezetője lett igazságügy-miniszterként. Az első Poga-kabinet tagja volt többek között Myfit Libohova (külügy és pénzügyek) és Koço Kota (belügy és közmunkaügy). A kormányt szeptember 28-án Zogu feloszlatta, s Milto Tutulanit bízta meg a kabinet vezetésével, de 1927. február 12-én ismét Poga lett a kormány igazságügy-minisztere és vezetője. Ez utóbbi kormányának prominensebb tagjai Iliaz Vrioni külügy-, Abdurraman Dibra belügy-, Musa Juka mezőgazdasági és munkaügyi miniszter voltak. Október 21-én Zogu ismét lemondatta Pogát, s Iliaz Vrionit bízta meg kormányalakítással. Poga első és második kormánya esetében is csak névleg volt annak első embere, valójában az államfő, Amet Zogu közvetlen irányítása alatt álltak az ország belső és külső ügyei.
Poga még részt vett az Albán Királyság alapokmányául szolgáló 1928-as alkotmány megszövegezésében, majd előrehaladott korára tekintettel politikai tevékenysége a nemzetgyűlési munkára korlátozódott. 1939-ben teljesen visszavonult szülővárosába, Erindbe, ahol a fáma szerint albán viszonylatban egyedülálló magánkönyvtárral rendelkezett. Itt élt haláláig.